# Valentin Mbougueng
 (septembre 2023).
La mise en forme du texte ne suit pas les recommandations de Wikipédia : il faut le « wikifier ».
Les points d'amélioration suivants sont les cas les plus fréquents. Le détail des points à revoir est peut-être précisé sur la page de discussion.
- Les titres sont pré-formatés par le logiciel. Ils ne sont ni en capitales, ni en gras.
- Le texte ne doit pas être écrit en capitales (les noms de famille non plus), ni en gras, ni en italique, ni en « petit »…
- Le gras n'est utilisé que pour surligner le titre de l'article dans l'introduction, une seule fois.
- L'italique est rarement utilisé : mots en langue étrangère, titres d'œuvres, noms de bateaux, etc.
- Les citations ne sont pas en italique mais en corps de texte normal. Elles sont entourées par des guillemets français : « et ».
- Les listes à puces sont à éviter, des paragraphes rédigés étant largement préférés. Les tableaux sont à réserver à la présentation de données structurées (résultats, etc.).
- Les appels de note de bas de page (petits chiffres en exposant, introduits par l'outil «  Source ») sont à placer entre la fin de phrase et le point final[comme ça].
- Les liens internes (vers d'autres articles de Wikipédia) sont à choisir avec parcimonie. Créez des liens vers des articles approfondissant le sujet. Les termes génériques sans rapport avec le sujet sont à éviter, ainsi que les répétitions de liens vers un même terme.
- Les liens externes sont à placer uniquement dans une section « Liens externes », à la fin de l'article. Ces liens sont à choisir avec parcimonie suivant les règles définies. Si un lien sert de source à l'article, son insertion dans le texte est à faire par les notes de bas de page.
- La présentation des références doit suivre les conventions bibliographiques. Il est recommandé d'utiliser les modèles {{Ouvrage}}, {{Chapitre}}, {{Article}}, {{Lien web}} et/ou {{Bibliographie}}. Le mode d'édition visuel peut mettre en forme automatiquement les références.
- Insérer une infobox (cadre d'informations à droite) n'est pas obligatoire pour parachever la mise en page.

Pour une aide détaillée, merci de consulter Aide:Wikification.
Si vous pensez que ces points ont été résolus, vous pouvez retirer ce bandeau et améliorer la mise en forme d'un autre article.
Valentin Mbougueng, né à Douala, est un journaliste et écrivain camerounais.
Basé à Tunis, il écrit deux ouvrages de référence sur la Tunisie : La Tunisie en Afrique. Une nouvelle approche de la solidarité internationale, paru aux éditions Médiane à Paris en 2002, qui présente les atouts du pays, parvenu en deux décennies à passer de pays en développement à pays émergent, et les domaines dans lesquels l'Afrique subsaharienne pourrait tirer profit de cette expérience ; Institutions politiques et vie constitutionnelle de la Tunisie, de l'indépendance à nos jours, paru en mars 2006 à Tunis, donne un aperçu du système politique tunisien.
Mbougueng est également auteur de plusieurs articles parus dans des revues internationales. Il est actuellement rédacteur en chef de la revue Afrique-Asie basée à Paris. Il est rédacteur en chef également du magazine féminin Fraternité Matin,
Il est également président exécutif de la Ligue internationale des journalistes pour l'Afrique (LIJAF), une association regroupant un demi-millier de journalistes à travers le continent africain,,. La LIJAF publie tous les deux ans, sous sa coordination, un rapport sur l'état de la presse en Afrique.
Il préside l'association Ifriqiya-Rencontres africaines créée en 2004 qui œuvre en faveur de l’intégration des Subsahariens résidant en Tunisie.